# Clematis meyeniana
Clematis meyeniana är en ranunkelväxtart som beskrevs av Wilhelm Gerhard Walpers. Clematis meyeniana ingår i släktet klematisar, och familjen ranunkelväxter.

## Underarter
Arten delas in i följande underarter:
- C. m. granulata
- C. m. insularis
- C. m. uniflora